# Toronto Star

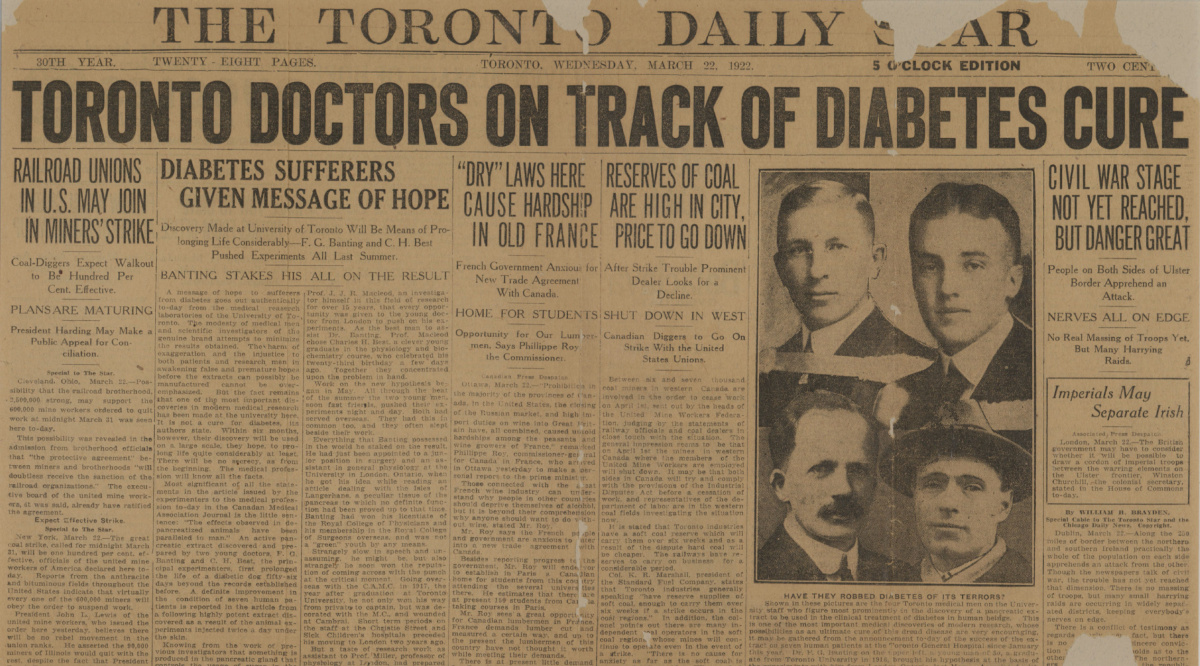
Page couverture du 3 mars 1922, annoncant la découverte de l'insuline.

Le Toronto Star est un quotidien canadien publié dans la ville ontarienne de Toronto. Il a la plus grande distribution de tous les quotidiens au pays, dépassant les 400 000 exemplaires par jour (distribués presque entièrement en Ontario). Le journal met l'accent sur la couverture de nouvelles régionales de la grande région métropolitaine de Toronto. Sa compagnie-mère, Torstar, possède un grand nombre de journaux régionaux et communautaires, ainsi que Harlequin Enterprises Ltd.

## Historique

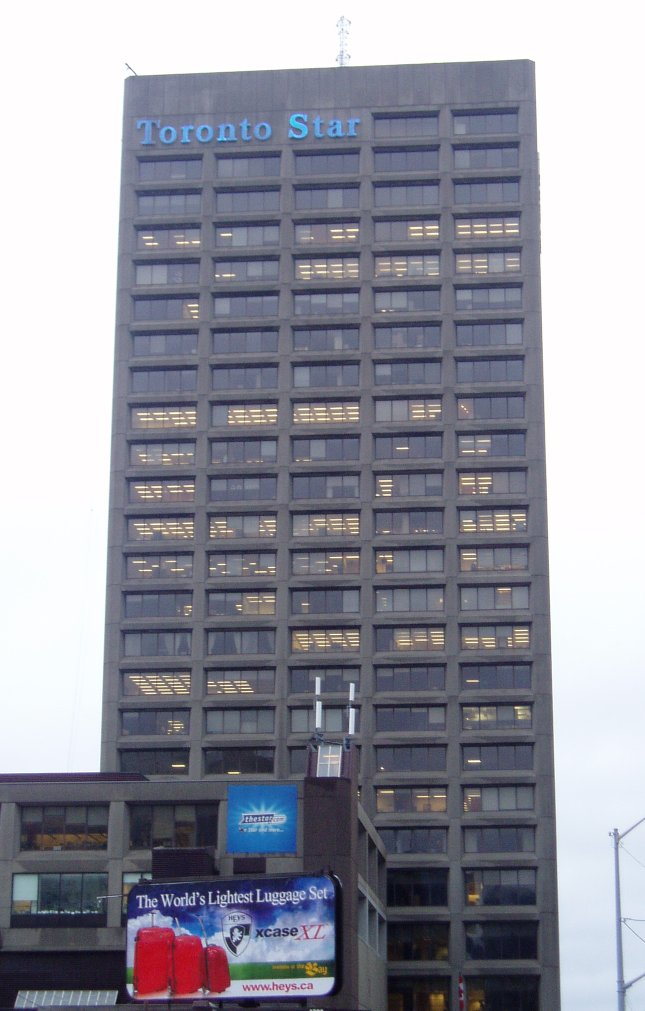
Siège du Toronto Star et de Torstar

## Ligne éditoriale
La ligne éditoriale du Star est gouvernée par les principes d'Atkinson. Joseph Atkinson, rédacteur en chef du journal de 1899 à 1948, avait une forte conscience sociale et défendait nombre de causes associées avec l'État-providence moderne : les pensions de vieillesse, l'assurance sociale et l'universalité du système de santé. Les principes qui guident toujours les positions du journal sont :
- un Canada fort, uni et indépendant
- la justice sociale
- les libertés civiles et individuelles
- l'engagement civique et communautaire
- les droits des travailleurs
- le rôle nécessaire du gouvernement

Le journal a presque toujours appuyé le Parti libéral du Canada au niveau fédéral (la seule exception récente étant l'élection de 2011 où le journal a appuyé le NPD mené par Jack Layton), et fut le seul quotidien d'importance à le faire dans l'élection fédérale canadienne de 2006, la presque totalité des autres grands quotidiens ayant appuyé le Parti conservateur. Dans les années 1980, le journal s'oppose vigoureusement au libre-échange avec les États-Unis. Toutefois, les prises de positions du journal surprennent parfois : le Star s'oppose à la guerre en Irak et aux politiques du président américain George W. Bush, mais a prôné la participation canadienne au projet de bouclier anti-missile. Récemment, il a dénoncé la rectitude politique dans les universités canadiennes et s'est opposé à la représentation proportionnelle aux élections.

### Soutien lors des élections

#### Soutien lors des élections générales ontariennes
| 1985 |                                                | Libéral                                        |
| 1990 |                                                | Libéral                                        |
| 1995 |                                                | Libéral                                        |
| 1999 | Vote stratégique pour battre les conservateurs | Vote stratégique pour battre les conservateurs |
| 2003 |                                                | Libéral                                        |
| 2011 |                                                | Libéral                                        |
| 2014 |                                                | Libéral                                        |
| 2018 |                                                | Nouveau Parti démocratique                     |
| 2022 | Vote stratégique pour battre les conservateurs | Vote stratégique pour battre les conservateurs |
| 2025 | Vote stratégique pour battre les conservateurs | Vote stratégique pour battre les conservateurs |

#### Soutien lors des élections fédérales
| 1979 |  | Nouveau Parti démocratique                                                          |
| 1980 |  | Parti libéral du Canada                                                             |
| 1984 |  | Parti libéral du Canada                                                             |
| 1988 |  | Parti libéral du Canada                                                             |
| 1993 |  | Parti libéral du Canada                                                             |
| 1997 |  | Parti libéral du Canada                                                             |
| 2000 |  | Parti libéral du Canada                                                             |
| 2004 |  | Parti libéral du Canada,                                                            |
| 2006 |  | Parti libéral du Canada                                                             |
| 2008 |  | Parti libéral du Canada                                                             |
| 2011 |  | Nouveau Parti démocratique                                                          |
| 2015 |  | Parti libéral du Canada                                                             |
| 2019 |  | Parti libéral du Canada                                                             |
| 2021 |  | Parti libéral du Canada avec une forte représentation du Nouveau Parti démocratique |

## Contributeurs
- Pierre Berton
- Morley Callaghan
- Graham Fraser
- Michael Geist
- Richard Gwyn
- Chantal Hébert
- Ernest Miller Hemingway
- Peter C. Newman